# Contea di Hardin (Kentucky)
La contea di Hardin in inglese Hardin County è una contea dello Stato del Kentucky, negli Stati Uniti. La popolazione al censimento del 2020 era di 110 702 abitanti. Il capoluogo di contea è Elizabethtown.